# ТК-12
ТК-12 — советский и российский тяжёлый атомный ракетный подводный крейсер стратегического назначения проекта 941 «Акула», третий корабль серии.

## История строительства
Подводный крейсер был заложен 19 апреля 1980 года в цехе ПО «Севмашпредприятие» как тяжёлый ракетный подводный крейсер стратегического назначения под заводским номером 713.
21 мая 1981 года зачислен в списки кораблей ВМФ под наименованием К-12, позднее переименован в ТК-12. В декабре 1983 года выведен из цеха, при этом на носу, кроме эмблемы, нанесли надписи «Нам есть, что защищать. Нам есть чем защищать. Нам есть кому защищать. Агрессивные планы США не пройдут». Ответственным сдатчиком был Ю. Н. Гречков, сдаточный механик — В. М. Быковский.
22 августа 1984 года ТК-12 впервые вышел в море на заводские ходовые испытания, 25 августа совершил первое погружение и всплытие. Выходил в море на заводские испытания с 29 августа по 25 сентября, с 6 по 16 октября, с 28 октября по 7 ноября. С 13 по 22 ноября прошёл государственные испытания с испытанием ракетного вооружения, председатель государственной приёмной комиссии — контр-адмирал Г. Г. Лойкканен.
26 декабря 1984 года вступил в строй ВМФ СССР.
15 января 1985 года зачислен в состав Северного флота, вошёл в состав 18-й дивизии подводных лодок с базированием на губу Нерпичья.

## История службы
В 1985—1986 годах в течение 164 суток продолжалась боевая служба экипажа Ю. М. Репина и экипажа М. А. Леонтьева. Смена экипажа осуществлялась с помощью ледокола.
В 1986 году произошло опасное сближение с АПЛ HMS Splendid (S106) ВМС Великобритании. «Сплендид» лишился буксируемой гидроакустической антенны, которую намотал на винт ТК-12, отделавшегося повреждениями носового горизонтального руля.
В августе-сентябре 1987 года состоялся поход на Северный полюс экипажа Ю. М. Репина, старший на борту — командир 18-й ДиПЛ А. В. Ольховиков, 7 сентября 1987 года в 20 ч 55 мин 29 сек прошли географическую точку Северного полюса. Выполнена ракетная стрельба ракетой Р-39 с широты 88 градусов 36 минут (первая ракета стартовала успешно, вторая взорвалась над ракетной палубой, повреждений не нанесла). Первый экипаж награждён Вымпелом Министра Обороны СССР «За мужество и воинскую доблесть».
С 16 сентября 1991 по 20 января 1992 года на ФГУП «Звездочка» в Северодвинске прошёл средний ремонт. Выполнена операция № 1 по замене активной зоны реакторов.
3 июня 1992 года переклассифицирован в тяжёлый атомный подводный крейсер стратегического назначения.
В 1996 году выведен из боевого состава ВМФ в резерв.
В 1998 году исключён из состава ВМФ. Поставлен на отстой в губе Нерпичья.
В ноябре 2001 года по инициативе экипажа поступило предложение присвоить кораблю наименование «Симбирск», не утверждённое командованием.
В июле 2005 года отбуксирован в Северодвинск для утилизации. 21 ноября 2006 года заведена в док-камеру ФГУП «Звёздочка» для окончательной разделки. В течение 2006—2007 годов был утилизирован.

## Командиры
ТК-12-1
- 1984—1985: А. С. Близнюк
- 1985—1989: Ю. М. Репин
- 1989—1996: А. А. Жиделев
- 1996—2005: А. Д. Астанин

ТК-12-2
- 1983—1988: М. А. Леонтьев,
- 1988—1990: И. Э. Гришков,
- 1990—1991: Н. В. Корбут,
- 1991—1992: В. В. Турчин,
- 1992—1994: И. В. Федоренко

605-й ТЭПЛ
- 1984—1988: В. И. Гаврилов
- 1988—1993: В. Ф. Величко